# アミーリア・フィッツクラレンス

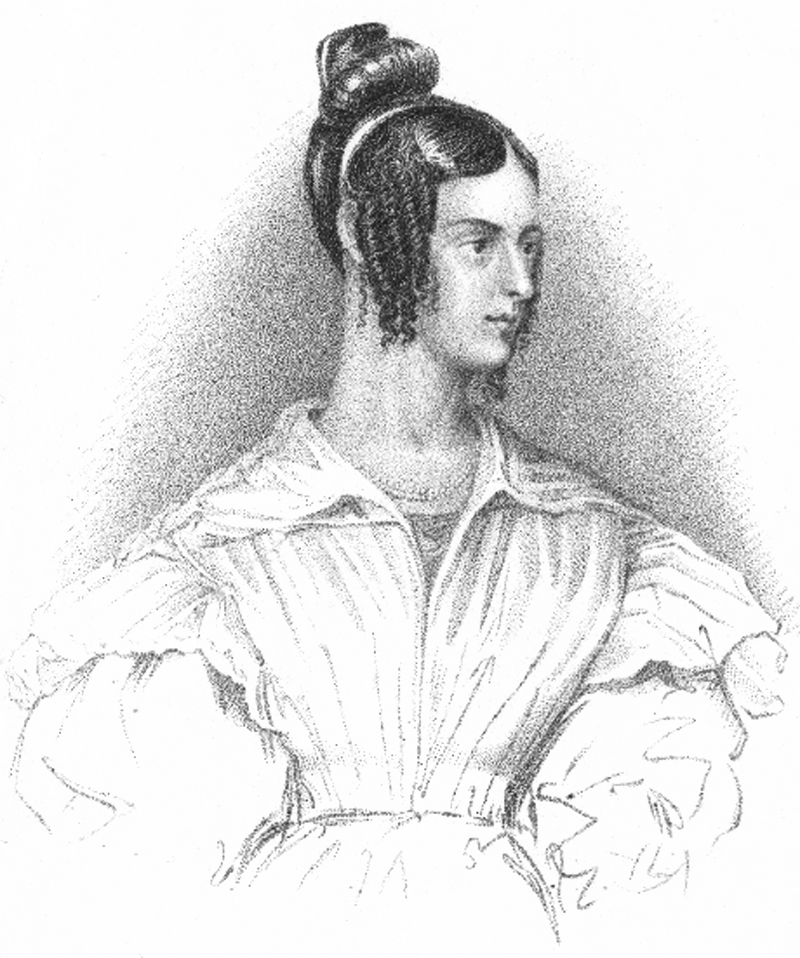
フォークランド子爵夫人アミーリア、制作年・作者不詳、フォルジャー・シェイクスピア・ライブラリー蔵

フォークランド子爵夫人アミーリア・ケアリー（Amelia Cary, Viscountess Falkland, 1807年3月21日 - 1858年7月2日）は、王位継承以前クラレンス公爵と称した頃のイギリス王ウィリアム4世と、愛妾で女優のドロシー・ジョーダンの間の10番目の非嫡出子・五女。婚前の姓名はアミーリア・フィッツクラレンス。

## 生涯
9人の同父母兄姉たちとともに父の爵位に由来するフィッツクラレンス姓を名乗った。母はクラレンス公爵とは身分の違いから結婚できなかったものの、妾となった後もロンドン演劇界の人気女優として舞台に立ち続けながら、公爵とともに大勢の子供たちを愛情深く育てた。両親は第3子ソフィアの誕生後にクラレンス・ロッジ（Clarence Lodge）を出てテディントンのブッシー・ハウスに転居し、アミーリアもこの城館で生まれた。
1811年12月、クラレンス公は借金を清算できる十分な扶持を得るために身分相応の妻を迎えようと決意し、ジョーダンと離別した。公爵は娘たちがそれぞれ13歳に達するまでは面会もしないと決め、ジョーダンに支給する年額4400ポンドの年金で5人の娘を養育するよう頼んだ。しかしこの額は十分なものと言えず、ジョーダンは舞台に出て食い扶持を稼いだ。さらに彼女は公爵と関係を持つ前に産んだ娘フランセス・オルソープが作った破滅的な額の借金のせいで、借金取りに負われる身となり、1815年に北フランスのブローニュ＝シュル＝メールに逃れたあげく、1816年に同地で孤独死している。
1818年、クラレンス公が妻に迎えたザクセン＝マイニンゲン家のアデレードは、まだ未成年だったフィッツクラレンス家の年少の子供たちにとって優しく愛情深い継母となった。同年、フィッツクラレンス家の子供たちはそれぞれ年額500ポンドの年金受給資格を認められた。1819年、アミーリアと4歳年長の姉オーガスタのために、ドイツ人のフランツ・ルートヴィヒ・フォン・ビブラ男爵が家庭教師として雇われ、1822年の離職まで姉妹に古典学と英文学を教えた。
1830年6月、父クランレス公がウィリアム4世として英国王に即位した。翌1831年、きょうだいの長兄ジョージがマンスター伯爵に叙せられ、他の子どもたちも侯爵のヤンガーサンまたは令嬢の宮中席次を認められた。父が国王となるとフィッツクラレンス家のきょうだいは宮廷に頻繁に出入りするようになったが、庶子である彼らの存在が王位継承者ヴィクトリア・オブ・ケント王女に悪い影響を与えることを心配していた王女の母ケント公爵夫人を怒らせる結果になった。公爵夫人はフィッツクラレンスきょうだいが誰か1人でも同じ部屋に入ってくれば退室するという徹底した嫌がらせを行ったため、子供たちの立場を守ろうとするウィリアム4世と諍いになった。
1830年12月27日ブライトンで、フォークランド子爵ルーシャス・ケアリーと結婚した。夫妻は1838年ノース・ヨークシャーにラドビー・ホールを建てて住まいとした。
夫のフォークランド子爵が1840年から1846年にかけ北米カナダでノバスコシア州副総督を務めた際、同地に新設された村落共同体の1つは、副総督夫妻に因んでフォークランド・リッジと称した。
作曲家ヘンリー・ラッセルは1841年に発表した歌曲『神の御許に向かう巡礼者たち（The Pilgrim's Address to the Deity）』をフォークランド卿夫人アミーリアに献呈した。
アミーリアは死の前年である1857年、旅行記である『チャウ・チャウ：インド・エジプト・シリア紀行選集（Chow-Chow: Being Selections from a Journal Kept in India, Egypt, and Syria）』を発表した。
1858年、ロンドンで死去。

## 子女
夫との間に息子を1人もうけた。
- ルーシャス・ウィリアム・チャールズ・フレデリック・ケアリー（1831年 - 1871年）- マスター・オブ・フォークランド（Master of Falkland）、セーラ・ケイリー（1902年没）と結婚するが子なし、父に先立ち死去

## 引用・脚注
1. ↑  Wright 1837, pp. 851–54.
2. 1 2  Beauclerk-Dewar & Powell 2008.
3. ↑  Burke, John (1826). A General and Heraldic Dictionary of the Peerage and Baronetage of the United Kingdom, for M.D.CCC.XXVI. London: H. Colburn. pp. 109
4. ↑  Wright 1837, pp. 429, 851–54.
5. 1 2 3 4 5  Brock 2004.
6. ↑  Campbell Denlinger 2005, p. 81.
7. 1 2 3 4  Ranger 2004.
8. ↑  FitzClarence 1904, p. 4.
9. ↑  Williams 2010, p. 146.
10. ↑  Nyman 1996, p. 26.
11. ↑  Wright 1837, p. 861.
12. ↑  Fraser 2004, p. 352.
13. 1 2 3  Williams 2010, p. 218.
14. ↑  Vallone 2001, pp. 49, 72.
15. ↑  Historic England. “Skutterskelfe Hall (Grade II*) (1150627)”. National Heritage List for England (英語). 2020年1月19日閲覧.
16. ↑  Falkland (Viscountess), Amelia Fitz Clarence Cary (1857) (英語). Chow-chow: being selections from a journal kept in India, Egypt, and Syria. Hurst and Blackett
17. ↑  Lundy, Darryl (2011年1月22日). “Amelia Fitz-Clarence”. The Peerage. 2014年1月24日閲覧。

参考文献
- Beauclerk-Dewar, Peter; Powell, Roger (2008). Royal Bastards. Stroud: The History Press. ISBN 9780752473154
- Brock, Michael (2004). “William IV (1765–1837)”. Oxford Dictionary of National Biography (英語) (online ed.). Oxford University Press. doi:10.1093/ref:odnb/29451. (要購読、またはイギリス公立図書館への会員加入。)
- FitzClarence, Wilhelmina (1904). My Memories and Miscellanies. London: Eveleigh Nash
- Fraser, Flora (2004). Princesses: The Six Daughters of George III. London: John Murray. ISBN 0719561094
- Nyman, Lois (1996). The Von Bibra Story. Launceston: Foot & Playsted. ISBN 0-9597188-1-8.  オリジナルの2015-02-08時点におけるアーカイブ。 2014年6月26日閲覧。
- Ranger, Paul (2004). “Jordan, Dorothy (1761–1816)”. Oxford Dictionary of National Biography (英語) (online ed.). Oxford University Press. doi:10.1093/ref:odnb/15119. (要購読、またはイギリス公立図書館への会員加入。)
- Vallone, Lynne (2001). Becoming Victoria. Yale University Press. ISBN 978-0-300-08950-9
- Williams, Kate (2010). Becoming Queen Victoria: The Tragic Death of Princess Charlotte and the Unexpected Rise of Britain's Greatest Monarch. Ballatine Books. ISBN 978-0-345-46195-7
- Wright, G.N. (1837). The Life and Reign of William the Fourth. London: Fisher, Son, & Co